# Focke Rochen

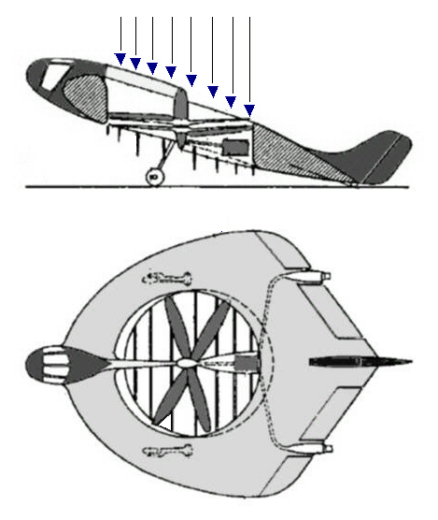
Focke Rochen

Focke Rochen — літальний апарат вертикального злету, розроблений 1944 Генріхом Фокке. Не був збудований до кінця Другої світової війни, але отримав декілька модифікацій у післявоєнний час.

## Історія
Ідея круглого літака з відкритою центральною частиною, що виконувала роль аеродинамічної труби з пропелерами, була запатентована 1939 р. Нове життя ідея отримала з появою турбореактивних двигунів. Було розроблено систему передачі з нього обертального руху на повітряні гвинти через коробку передач, вал.
Посеред корпусу розміщено на одній осі два повітряні гвинти, що обертаються у протилежні сторони задля уникнення дії моменту обертання від руху гвинта. Горизонтальний і вертикальний рух забезпечувався системою жалюзі під гвинтами. При відмові двигуна жалюзі закривались. Вихлопне сопло турбореактивного двигуна було розділене на дві допоміжні камери згоряння на задній площині корпусу. При подачі палива допоміжні камери забезпечували горизонтальний політ. Пілот розташовувався у кабіні в передній частині апарату, а у його задній частині розташовувались рулі висоти, напрямку, що мали забезпечити поперечну стійкість. Після завершення війни збудували модель у масштабі 1:10 і випробували її у аеродинамічній трубі.
Генріх Фокке 1957 подала заявку на патент літака, але він ніколи не був побудований.